# Један дан живота (филм)
Један дан живота (шпански: Un día de vida) , (енглески: One Day of Life) је мексички филм , мелодрама, из 1950. године. Филм је режирао  Емилио Фернандез. 
Филм говори о мексичкој револуцији где су главни ликови кубанска новинарка Белен Марти, која долази са Кубе да пише о мексичкој револуцији, и пуковник Луцио Рејес, осуђеник на смрт.  Генерал Филипе Гомез испуњава последњу жељу свом пријатељу, пуковнику Луциу Рејесу, и са њим  одолази у родно место да присуствује локалној прослави и рођендану Рејесове мајке ( Мама Хуанита).

## О настанку филма
Фернандез је до тада био успешан , више пута награђиван, режисер и продуцент у Мексику и популаран у инстранству. За овај филм је окупио познате глумце и афирмисан продуцентски тим из предходних филмова, у нади да ће постиће још већи успех. 

## Улоге
Главне улоге:
- Колумба Домингес као Белен Марти
- Роберто Канедо као пуковник Луцио Рејес

Споредне улоге између осталог:  
- Фернандо Фернандез као генерал Фелипе Гомез
- Росаура Ревуелтас као Мама Хуанита [2]

## Радња
Белен Марти (Колумба Домингез), кубанска новинарка, одлази сама у Мексико да истражује и пише о Мексичкој револуцији . По доласку сазнаје да је славни официр војске Мексика, пуковник Луцио Рејес (Роберто Канедо), оптужен за издају и осуђен на стрељање, због јавног неслагања са начином убиства револуционара Емилијана Запате.   Рејесов пријатељ из детињства, генерал Фелипе Гомез ( Фернандо Фернандез ),  је задужен за извршење казне. 
Белен идеализује пуковника Рејеса,као хероја који је предодређен да постане мученик револуције. Његови тамничари одбијају њене првобитне захтеве да се састане са Рејесом, али јој је дозвољено да му остави на поклон кубанске цигаре. Након што их је примио, Рејес размишља о личним и културним везама између народа Мексика и Кубе. 
У немогућности да упозна Рејеса, Белен путује да упозна његову мајку, Маму Хуаниту ( Росаура Ревуелтас ), која живи у месту Ла Сијенегиља. Сви мисле да она не зна за судбину свог сина, али она се нада да ће га видети следећег јутра на прослави свог рођендан, као више пута раније. Она позива Белен да преноћи у њеној кући и присуствује сутрашњој прослави. Белен, збуњена кривицом коју осећа, јер зна за Рејесову судбину, прихвата њену понуду. 
Следећег дана, док се градић припрема за фестивал и прославу рођендана Мама Хуаните, локални маријачи почињу да свирају рођенданску песму. Белен се брине ишчекујући тренутак када  ће Мама Хуанита открити истину о свом сину, али старица остаје непоколебљива у свом уверењу да ће он доћи. 
Ипак пуковник Рејес стиже у пратњи генерала Гомеса, кућног пријатеља,  на прославу. Гомес прати свог пријатеља на прослави да би му испунио  последњу жељу, као и знак сопственог поштовања према Мама Хуанити. Поново се свира „Лас мананитас” (Мексичка рођенданска песма) и атмосфера постаје слављеничка. Међутим, Белен је избезумљена истином и бежи ван просторије и из вида Маме Хуаните како би се исплакала.Рејес је опчињен Беленом одлази да са њом разговара и утеши је.  Развија се међусобна симпатија. Белен моли Рејеса и Гомеса да осмисле план бекства. Рејес због поноса  одбија извињење и бекство али и из страха да ненамерно не претвори своје суграђане у саучеснике у бекству. 
Прослава се наставља, док Белен очајава. На крају забаве, Мама Хуанита открива да је знала за казну свог сина али поносна на своју породицу неће да покаже слабост нити да умањи прославу.
Следећег дана Рејес бива погубљен. После стрељања Мама Хуанита држи његово тело у наручју и преузима га како би га сахранила.

## Популарност филма
Филм у Мексику није остварио значајан успех као  што су то имали ранији филмови које је режирао Емилио Фернандез . 
Филм је стицајем околности био веома популаран у ондашњој Југославији педесетих и шездесетих година двадесетог века.

## Популарност у Југославији
После Другог светског рата у Југославији су били веопа популарни ратни филмови из Совјетског Савеза. Међутим после Резолуције инфорбиороа 1948. године дошло је до разлаза између Совјетског Савеза и Југославије па и до прекида културне сарадње. Југословенској власти су одговарали само неки филмови из Америке и Европе који нису имали "капиталистички наратив".
Моша Пијаде, једна од значајних личности тог времена у Југославији, гледајући неке филмове из Мексика па и филм „Један дан живота“ сматрао да је тематика мексичких филмова прикладна за домаће гледаоце јер су обрађивали „револуцију у највишим оквирима“.
Филм „Један дан живота“ први пут је приказан у Југославији крајем 1952. године а већ 1953. године је био најпопуларнији филм у Југославији. За две године приказивања филм је оборио све рекорде у гледаности са 250.000 продатих карата. Процене оног доба кажу да је сваки други Београђанин гледао филм. У Загребу је у периоду 1952.-1953. година приказиван узастопно преко 200 пута. Александар Вучо је у својој рецензији објавио:“ниједан филм није изазвао толико суза“. Филм је редовно приказиван неколико година у биоскопима а наредних двадесет година повремено. Касније је повремено приказиван на телевизији. 
„Политика експрес“  је овај филм у једној анкети прогласила као „најгледанији филм у последњих 50 година“. Филм је у Сарајеву приказиван више пута поново 2010. године. 
 

## Музика из филма „Један дан живота“ у Југославији
Педестих и шездесетих година двадесетог века песме из филма „Један дан живота“ а и друге мексичке песма постале су врло популарне у ФНРЈ односно  СФРЈ. 
Тема из филма  Један дан живота  под називом Мама Хуанита препевана је  на српскохрватски језик у разним аранжманима а међу осталима су их певали:
- Никола Каровић,
- Мишо Ковач
- Про арте
- Предраг Гојковић Цуне
- Иво Робић
- Душко Локин
- Трио тивиди
- Краљеви улице
- Алберто Грегорич
- Квинтет Дори
- Младен Грдовић
- Жељко Самарџић
- Славко Перовић [5] [6] [7]

## Занимљивости
- Једно време се веровало  да нема оргиналне копије на шпанском језику а деведесетих година прошлог века једна од најбољих копија са титлом на српскохрватском језику  налазила се у „Југословенској кинотеци“.   Касније је ипак пронађена копија на оригиналном језику. [8]

- Копија филма са српскохрватским титлом на „Јутубу“ је веома квалитетна и може се и данас видети. [9]

- Колумба Домингез, главна глумица у филму,  присуствовала је свечаној пројекцији филма „Један дан живота“  у Југословенској кинотеци у Београду 1997. године, након деценија примања писама од југословенских обожавалаца. Догађају је претходило уживо извођење песме „Мама Хуанита“  Славка Перовића  “. (Извор Мек Ки Ирвин, Роберт)

### Сајтови
- mediateca
- Webarhiva
- . JSTOR 10.2979/gso.2010.4.1.151. Недостаје или је празан параметар |title= (помоћ)

### Књиге
- Мијатовић, Брана (2011). «Носталгија за замишљеном домовином: маријачи музика у бившој Југославији» .( Службени гласник Националног института за антропологију и историју: Извештај 6. међународног форума традиционалне музике ( Национални институт за антропологију и историју.))
- Мек Кеј Ирвин, Роберт (2010). Мексичка кинематографија Златног доба у Титовој Југославији . (Глобални југ (Индиана Университи Пресс))